# Fusitheca
Fusitheca é um gênero extinto de plantas terrestres com eixos ramificados.  É conhecido por depósitos carbonizados do Devoniano Inferior, sendo do tipo lagerstätten Brown Clee Hill.  Seus esporos formavam díades nuas, não fundidas e de paredes lisas.  Seu eixo é composto por filamentos paralelos ao comprimento, e suas dicotomias são em forma semelhante a um T, com os ramos curvando-se para continuar de pé, sem que caíssem. 